# Suria (dios)
En el marco del hinduismo, Suria es el dios del Sol.

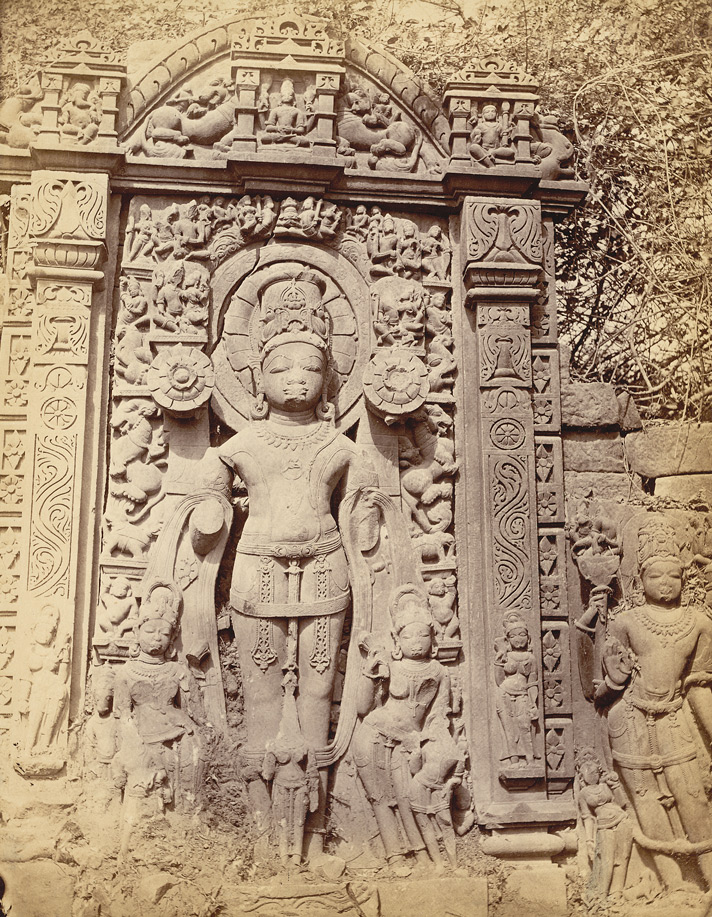
Escultura de Aditia (Suria), y los navagraja (‘nueve astros’); del periodo Gupta, fue encontrado en Garhwa (Prayagraj). Fotografía de los años 1870.

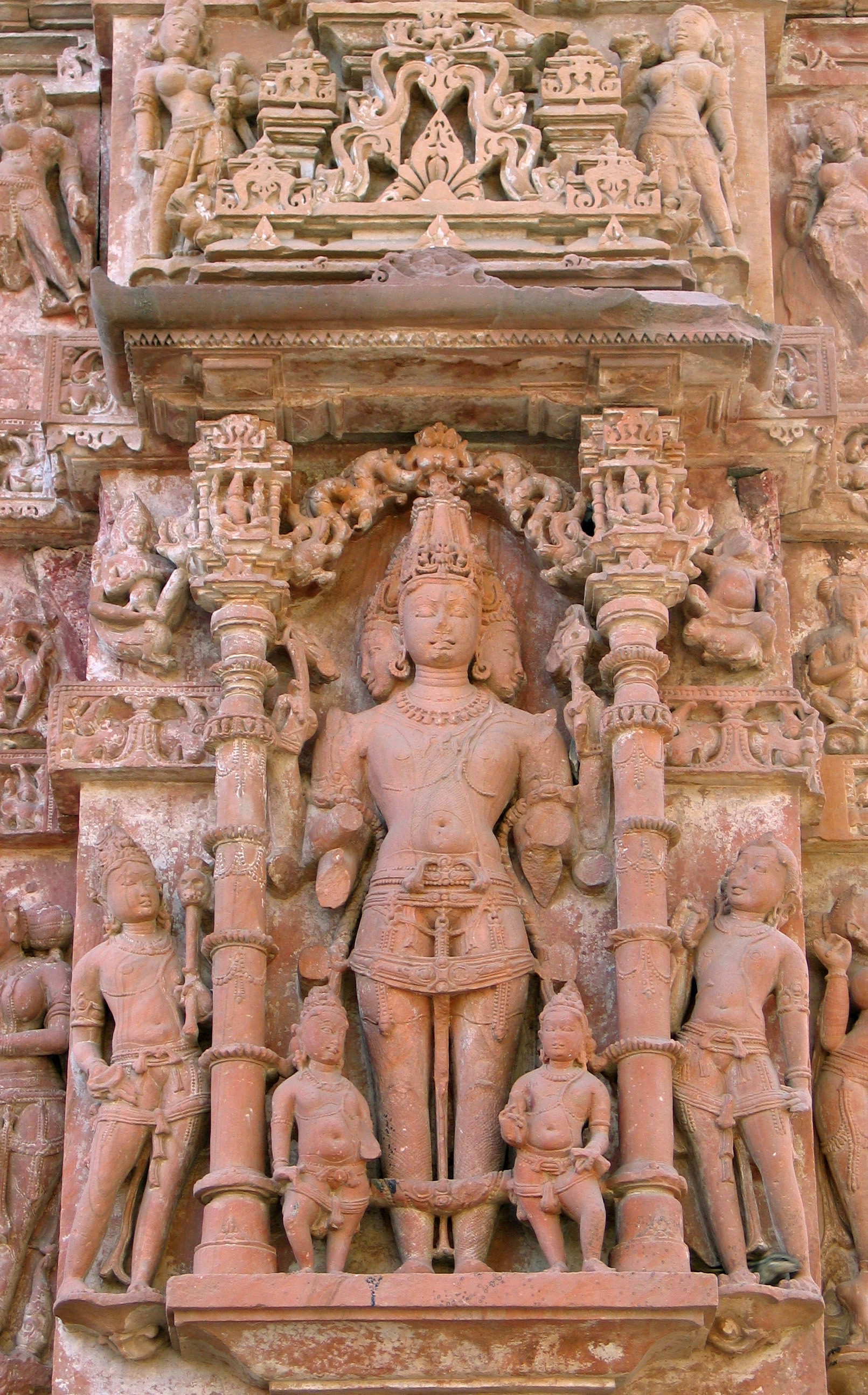
Estatua de Suria en el templo Padam Nath (otro nombre de Suria), en Jhalrapatan.

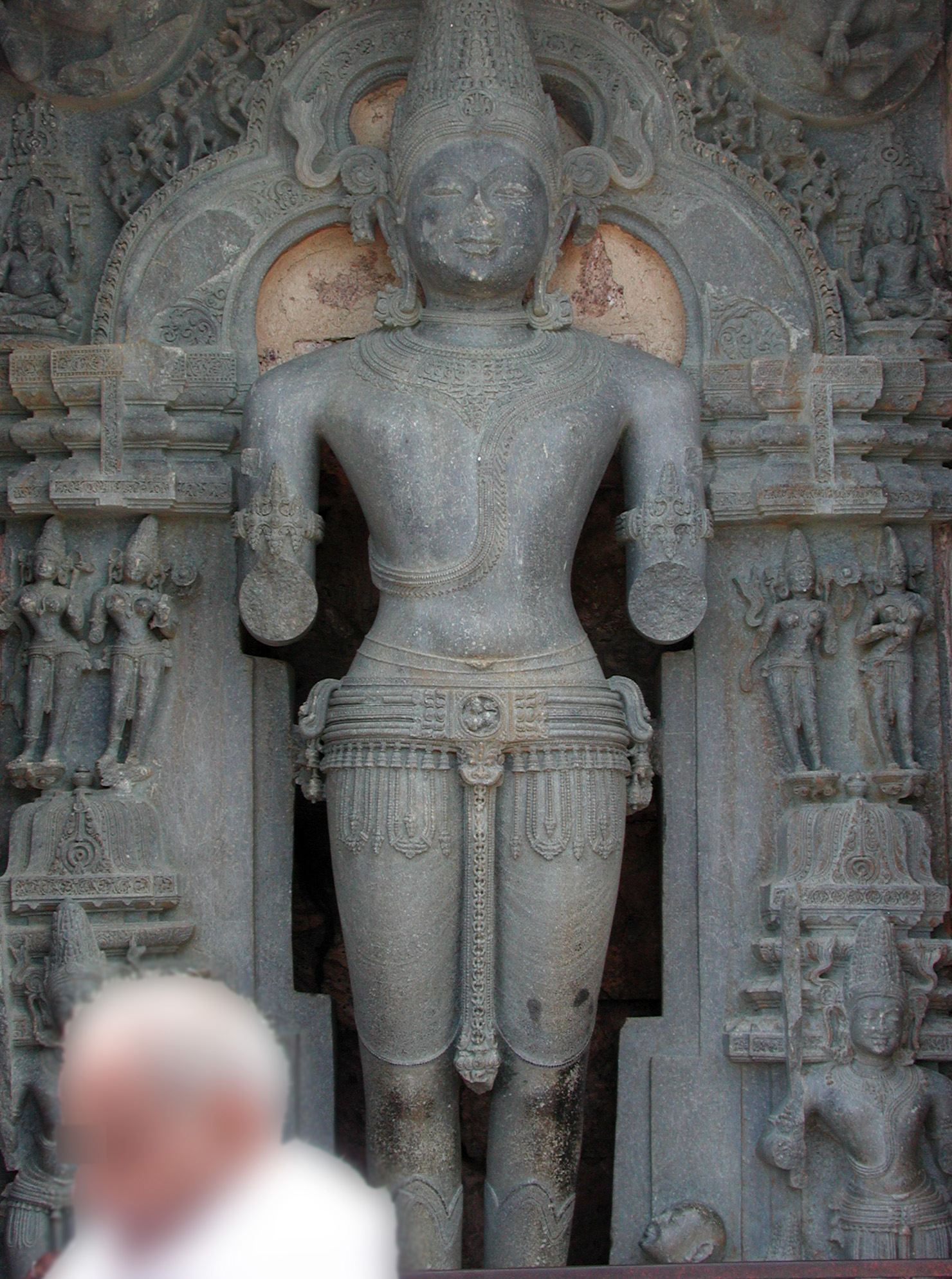
Estatua de Suria en el Templo del Sol, en Konark (estado de Orisa).

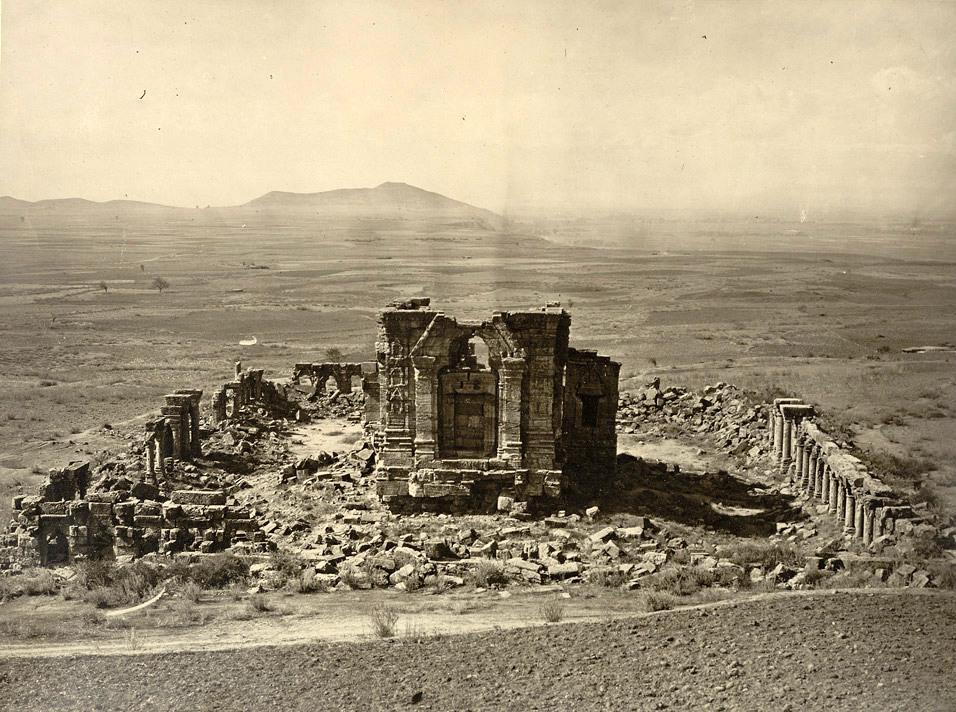
Vista del templo y altar de Marttand (dios del Sol), cerca de Bhawan (en Yammu y Cachemira). Fecha posible de construcción: entre 490 y 555. Fotografía tomada por John Burke (f. 1900) en 1868. Se considera una obra maestra de la arquitectura temprana de Cachemira. Fue construido por el rey Lalitaditya Muktapida (quien reinó entre el 724 y c. 760) de la dinastía Karkota, uno de los más grandes reyes de Cachemira, en cuyo reinado florecieron tanto el budismo como el hinduismo.

- sūrya, en el sistema AITS (alfabeto internacional para la transliteración del sánscrito).[1]
- सूर्य, en escritura devanagari del sánscrito.[1]
- Pronunciación: [súria].[1]
- Etimología: proviene de la raíz suar: ‘brillar’.[1]

En la mitología hinduista, este dios representa al Sol en su triple aspecto de deidad bienhechora que alumbra, vivifica y alimenta.
Se le menciona por primera vez en el Rig-veda (el texto más antiguo de la India, de mediados del II milenio a. C.), donde se le describe con brazos, manos, pelo, etc. de oro.
En su alabanza se invocan hermosos himnos védicos, siendo el rey del Sol, de la aurora y del ocaso.
Según Iaská (entre los siglos VI y IV a. C.), que fue el comentarista más antiguo del Rig-veda, Suria es un dios perteneciente al grupo de los Aditiás (o hijos de Áditi, la cual es una de las diosas más antiguas, hija de Daksha y esposa de Kashiapa).
Según el Sanskrit-English Dictionary de Monier-Williams, se pronuncia acentuado en la u.

## Nombres de Suria
Algo muy común en los Vedas y en otras escrituras sagradas hinduistas, es poner a los dioses diferentes nombres, según la actividad, faceta o circunstancia en la que se hallen.
Suria no es una excepción.
- Ádri: ‘piedra, montaña’, masa de nubes con forma de montañas.
- Aga: ‘inamovible’
- Ágra Bhush: ‘que tiene preeminencia a la hora de comer’ (en sánscrito, bhuj: comida).
- Aguira: ‘fuego’
- Akshí (en lituano akis, en ruso oko, y en latín óculos): ‘ojo’
- Amshú Bhartri, ‘el señor de los rayos de luz’.
- Amshú Dhara, ‘que sostiene rayos de luz’.
- Amshú Jasta: ‘que tiene rayos de luz como manos’.
- Amshú Pati, ‘el señor de los rayos de luz’.
- Amshúmat, ‘que tiene rayos’, puntiagudo.
- Añshishtha o Añyishnu: ‘extremadamente brillante’.
- Atna o Atnu
- A-Tujina Dhaman: ‘que no tiene luz fría’
- A-Tujina Rashmi: ‘que no tiene luz fría’
- A-Tujina Ruchi: ‘que no tiene luz fría’
- A-Tushara Kara: ‘que no tiene rayos fríos’
- Bháskara: ‘hacedor de luz’.
- Dína Kara: ‘hacedor del día’.
- Grája Gramanī, como el planeta jefe (según el Balaramaiana), aunque a la Luna se la llama Grajapati cuando es el ‘señor de los astros’.
- Grája Pusha o Grájamush, el que acaricia a los planetas (graha) con luz.
- Karma Sakshi: ‘testigo de las actividades’, cuando al estar de manera omnipresente en la Tierra ve las actividades de los hombres, que no pueden escapar a su vigilancia.
- Martanda o Marthanda cuando se le considera ‘descendiente de Mritanda’, y otros.
- Mijira, que extrae vapor de los mares para formar nubes (mih ‘orinar’, ‘generar agua’, proviene del término indoeuropeo que produjo al latín mínguere y al español ‘mingitorio’ y ‘mear’).
- Ravi (que también es el nombre cuando se refiere al «planeta» astronómico y astrológico). A veces se le confunde con el dios Mitra, un dios menor que también pertenece a su misma clasificación de Aditiás.
- Savitrí o Savitar: ‘vivificante, estimulante’ (que no se debe confundir con su hija Savitri o Gáiatri). Según el escritor hinduista Saiana, se le llama así al dios del Sol antes del amanecer. Después del amanecer durante todo el día se le llama Suria.
- Vívaswat: ‘el radiante’.

En las escrituras hinduistas, por ejemplo en el Aditia-jridaiam (himno dedicado al dios del Sol, contenido en el Ramaiana de Valmiki) se encuentran referencias que explican el origen y la importancia de los 108 nombres de Surya.
Estos nombres también están presentes en el Suria-gáiatri, que forma parte de las prácticas devocionales de algunas religiones hinduistas. Se considera que estos nombres encapsulan los aspectos esenciales y las cualidades divinas del Sol.
El capítulo «Suria-majatmia: avatarana, duadasa-aditias, konarka y adoración» del Brahma-purana ofrece una perspectiva detallada sobre la importancia y los nombres asociados con Suria, el dios del Sol. En ese capítulo se mencionan tanto los «Suria duádasa nama vali» (la serie [vali] de los doce [duádasa] nombres [nama] de Surya) como el «Suria-astóttara-nama» (los 108 nombres de Suria), lo que demuestra la profundidad y la riqueza de la tradición india en la adoración de ese dios.

## Tríada solar de Suria
En el capítulo II del Shatapatha-bráhmana, se indica que Agní, Indra y Suria hicieron una serie de sacrificios, que les hicieron más poderosos que otras deidades. Por ello, se transformaron en una tríada hinduista que fue muy popular y venerada en la Edad védica. Las características y atributos de estas tres deidades son muy parecidos, aunque con matices diferentes. Mientras que Suria era el Sol como astro, Agní era el dios del fuego y del calor, e Indra es el dios del firmamento, de las tormentas, rayos y relámpagos, y a veces tiene atributos parecidos a Váruna en algunas cosas.

## Templos de Suria
Aunque otras deidades tienen ahora más predominancia, el culto a Suria todavía queda patente. Y una prueba de ello son los numerosos templos dedicados a él, tales como el templo Dakshina Arka al lado del Ganges que ahora se usa para ofrendas a los ancestros, Surianaar Koyil en el Sur de la india, Arasavilli y Konark en la Costa este de la India, donde también está Modhera en Guyarat, Suria Pahar en el noreste de la India y Unao en la India central, son algunos de los ejemplos. Y todos ellos han sobrevivido al paso de los años y al de las diferentes creencias de cada época, añadiendo toques especiales y autóctonos de cada lugar, haciendo que en cada templo, se establezcan ritos o costumbres diferentes.
También es digno de mencionar que varios templos dedicados a Shiva, todavía tienen un pequeño altar para Suria, algunos dispuestos de tal forma que les iluminan los rayos del Sol en algunos días determinados, sobre todo en la región de Tamil Nadú. En el Sur, que es donde mejor se conserva la pureza de los Vedas (no llegó hasta allí tanta influencia árabe y musulmana) todavía hay nombres que sobreviven, tales como Suria Tírtham o Suria Pushkarini.
También hay que decir que hay textos que relatan que en el siglo VII d. C. iban muchos peregrinos a Multán (en Pakistán), donde había un conocido templo dedicado a Suria, que todavía existe (en ruinas), así como otro cerca de Srinagar (Cachemira), más concretamente en la ciudad de Martanda.
Los templos solares se conocieron en tiempos pasados como Aditiá Grijas. Y aproximadamente en el año 400 a. C., un aventurero griego llamado Ktesias hace mención de un lugar en el que estuvo al oeste de la India, donde se practicaba un culto solar, y donde mencionaba algunas diferencias que existían entre el culto solar griego y el hinduista.

## Culto a Suria
El culto a Suria que todavía se practica, tiene relación con la curación de enfermedades. Principalmente, sus devotos creen que Suria es capaz de curar varios problemas de piel (tales como la lepra), así como la ceguera y la infertilidad.
También hay que decir que el sistema de creencias védico piensa que el Sol es un poderoso desinfectante, y con una gran energía curativa.
Aunque los que están considerados médicos prácticamente de todo son los semidioses Asvines.

## Velocidad del dios Sol

Las distintas medidas hinduistas de tiempo, sobre una escala logarítmica de segundos.
• El término inglés second representa la duración de un segundo (10^{0} s);
• un laghu (2 min);
• un mujurta representa unos 48 min;
• un masa representa un mes;
• el inglés year representa un año;
• un maja-iuga representa la suma de las cuatro iugas (4,32 millones de años);
• un manu-antara representa la suma de 1000 iugas;
• un “Day of Brahma” (‘día de Brahmá’) representa 14 manuantaras;
• un año de Brahmá representa 360 días; y
• un “Cycle of Brahma” (‘ciclo de Brahmá’) representa una vida completa del dios Brahmá (100 de sus «años»).

Hasta el día de hoy, los hinduistas creen que el Sol gira alrededor de la Tierra a 1,3 millones de kilómetros de altura, pero en realidad ahora ―desde el descubrimiento del astrónomo polaco Nicolás Copérnico (1473-1543)― se sabe que es la Tierra la que gira alrededor del Sol. Además hace siglos que los científicos dedujeron que el Sol se encuentra a unos 150 millones de kilómetros de distancia de la Tierra. 
Los hinduistas creen erróneamente que la Luna se encuentra al doble de «altura» que el Sol (o sea, a 2.6 millones de km de distancia) y que era un disco cuyo diámetro es el doble que el del Sol. En realidad ahora se sabe que la Luna es un pequeño satélite de la Tierra, y está a solo 0,384 millones de km de distancia.
En internet hay muchos sitios web que intentan tergiversar los textos del Rig-veda para hacer que este afirme toda clase de datos científicos::

El mundo es como un plato de 6500 millones de kilómetros de diámetro. [54.2] 
 En el medio tiene un continente circular, donde vivimos, de 1,3 millones de kilómetros de diámetro, rodeado de un océano de agua salada, que está rodeado de seis continentes concéntricos (duipas), cada uno del doble de anchura que el anterior, rodeado por otro océano pero de jugo de caña de azúcar, luego otro océano de vino de uva, otro de mantequilla clarificada, otro de leche cortada y otro de leche de vaca. [54.4] 
 En nuestro continente [Eurasia] hay siete grandes cordilleras. [54.6] 
 Estas cadenas montañosas [54.7] 
 tienen una longitud de 1,3 millones de kilómetros [que es justamente la anchura de nuestro continente]. Tienen 26 000 km de altura y 26 000 km de anchura de norte a sur. Están situadas en medio de nuestro continente [Eurasia]. [54.8] 
 Por lo tanto nuestro continente es bajo tanto en el sur como en el norte, y muy elevado en el centro. [54.9]
Markandeia-purana 54.2-9

ahastā yat apadī vardhata kṣāḥ śacībhiḥ vedyānām śuṣṇam pari pra-dakṣiṇit viśva-āyave ni śiśnathaḥ
Cuando la Tierra ―que no tiene manos ni pies― floreció a través de los actos de [devoción pagada a] los adorables [dioses], entonces tú derribaste a [el demonio] Śuṣṇa [‘siseo de serpiente’], circunvalándolo por la derecha, por el bien de Viśvāyu [el hijo de Purūravas].
Rig-veda (22.10.14)

Savitā [el dios del Sol] ha fijado la tierra con grillos; Savitā ha hecho firme el cielo en una pluralidad donde no había apoyo; Savitā ha ordeñado la nube del firmamento ligada al indestructible (éter) como un caballo tembloroso. [10.149.1] 
 Donde la nube así detenida derramaba humedad (sobre la tierra), Savitā ―oh, nieto de las aguas― sabía eso. De ese entonces procedió la tierra, luego surgió el firmamento, luego se extendieron tanto la tierra como el cielo. [10.149.2] 
 Después surgió esta otra deidad adorable, junto con el anfitrión del mundo inmortal, el Garutmat de alas brillantes, nacido antes de que Savitā obedeciera su ley. [10.149.3]
Rig-veda 10.149.1-3

Despertando (a los hombres a sus labores), la adorable (Aurora) viene del cielo, madre poderosa, que despierta a su hija (tierra); piadosa, siempre joven y glorificada (ella viene), cuando se la invoca, a la cámara del sacrificio con los (dioses) protectores. [5.47.1] 
 Los rayos (de luz) que se extienden alrededor, cumpliendo con su deber (de traer el día), permaneciendo en contacto con el orbe del inmortal (Sol), ilimitado y difuso, se extienden por todas partes a través del cielo y la tierra. [5.47.2] 
 El chubasco (de lluvia), el que derrama rocío, el (carro) radiante y veloz ha entrado en la región del oriente paterno; la (luminaria) multicolor y omnipresente procede a ambos extremos del firmamento, (y así) preserva (el mundo). [5.47.3] 
 Los cuatro (primos sacerdotes) lo sostienen (con oblación y alabanzas), buscando su propio bienestar; las diez (regiones del espacio) lo vigorizan, su embrión, para viajar (su curso diario); sus tres rayos elementales atraviesan rápidamente los límites del cielo. [5.47.4] 
 He aquí, hombres, esta forma inefable de donde brotan los ríos, y donde moran las aguas; cuando (la forma, el firmamento), los dos, (el día y la noche), asociados e igualmente aliados, así como otras (estaciones), nacidas (de él, como de un padre), aquí y allá se sostienen. [5.47.5]
Rig-veda (5.47.3)

El Sol tiene tres velocidades: lento, rápido y moderado. [...] 
 la Luna se encuentra 100 000 ioyanas [1,3 ,millones de kilómetros] más allá del Sol; su velocidad es mayor que la del Sol. [...] 
 A 200 000 ioyanas [2,6 millones de kilómetros] más allá de la Luna hay muchas estrellas, de las cuales sobresalen 28. 
 A 200 000 ioyanas [2,6 millones de kilómetros] más allá de las estrellas se encuentra el planeta Venus.
Shuka Gosuami en el Bhágavata-purana (del siglo X), verso 5.22.2, 8, 11 y 12.</ref>

En el siglo XIV, el filósofo Saiana, en su comentario al Rig-veda escribió: «Se recuerda así: “Oh, Suria, tú que viajas 2202 ioyanas [28 626 km] en la mitad de un parpadeo”».

### Análisis del parpadeo hinduista
Según el Bhágavat-purana (del siglo X) verso 3.11.6-8) se puede deducir que un parpadeo (nimesha en sánscrito) dura aproximadamente 0,53 s.

### Equivalencias temporales
En el texto Moksa-dharma-parva, del libro «Shanti-parva» ―uno de los 16 libros del Majabhárata (texto épico-religioso del siglo III a. C.)― describe el nimisha de la siguiente manera:
1 diva-ratri (día-noche) = 30 muhurtas
1 muhurta (48 min) = 30.3 kala
1 kala (95.0495049504950 s) = 30 kashta
1 kastha (3,1683168316831683 s) = 15 nimisha
1 nimisha = 0,21122112211221122112211221122 s
0.5 nimisha = 0,10561056105610561056105610561056 s
Otra versión de estas equivalencias aparece en el Bhagavata-purana (texto religioso del siglo XI d. C.):
- medio día (12 h) = 4 iamas
- 1 iama [3 h] = 6 dandas
- 1 nadika (o danda) [30 min] = 15 laghus
- 1 laghu [2 min] = 15 kasthas
- 1 kastha [8 s] = 5 kshanas
- 1 kshana [1,6 s] = 3 nimeshas
- 1 nimesha [0,5333 s] = 3 lavas
- 1 lava [0,1777 s] = 3 vedhas
- 1 vedha [0,0592 592 592 592 o 6 centésimas de segundo] = 100 trutis
- 1 truti [0,000592 592 592 592 s] = 3 trasarenus
- 1 trasarenu = 0,00019753086419 s (198 millonésimas de segundo).

### Ióyana
Según distintos investigadores, la longitud de un ióyana podría equivaler a una distancia de entre 8 y 10 millas.
La longitud más aceptada en la actualidad equivale a 8,757 millas o 14,093 km (1,609344 km/mi).

### Traducción a unidades actuales
De esta manera, 2202 ióyanas serían entre (31 032,842 km) recorridos en medio «parpadeo» (266 milésimas de segundo), representan una velocidad de 116 664,82 km/s.

### Velocidad del Sol
La órbita del Sol tiene una longitud de 936 millones de km aproximadamente y la duración de un año solar equivale a 31.556.926 s (365 días, 5 h, 48 m y 46 s; y un día solar equivale a 24 h, 3 min, 56,56 s). Por lo tanto la «velocidad» del Sol (si se moviera alrededor de la Tierra) sería de 29,6668 km/s.